# 哈靈根 (德克薩斯州)
哈靈根（Harlingen /ˈhɑːrlɪndʒɪn/ HAR-lin-jin）是美國的一座城市。位於德克薩斯州南部，里奧格蘭德谷地。距墨西哥灣海岸有約30英里（48公里）。全市面積超過34平方公里，是卡梅倫縣第二大的市，以及里奧格蘭德谷地第六大的市。據2010年人口普查，哈靈根的人口有64,849 人。哈靈根是美國生活費用最低的城市。